# Souverains français enterrés hors de la basilique de Saint-Denis
Pour différentes raisons, certains souverains français ne furent pas inhumés dans la  basilique Saint-Denis, Nécropole royale à partir de la reine Arégonde et du roi Dagobert.

## Mérovingiens
- Clodion vers 451.
- Mérovée en 457.
- Childéric Ier entre 481/482 à Tournai.
- Clovis Ier en 511 à Paris dans la basilique des Saints-Apôtres, devenue église Sainte-Geneviève détruite au début du XIXe siècle.
- Clodomir en 524.
- Thierry Ier en 534.
- Thibert Ier en 548 à Reims.
- Thibaut en 555.
- Childebert Ier en 558 à Paris dans l'abbaye de Saint-Germain-des-Prés.
- Clotaire Ier en 561 à Soissons dans la basilique Sainte-Marie, devenue l'église Saint-Médard.
- Caribert Ier en 567 à Paris.
- Sigebert Ier en 575 à Soissons dans la basilique Sainte-Marie, devenue l'église Saint-Médard.
- Chilpéric Ier en 584 à Paris dans l'abbaye de Saint-Germain-des-Prés.
- Gontran en 592 à Chalon-sur-Saône dans la basilique Saint-Marcel, actuel Saint-Marcel-les-Chalon.
- Childebert II en 596 à Metz.
- Frédégonde en 597 à Paris dans l'abbaye de Saint-Germain-des-Prés.
- Thibert II en 612.
- Thierry II en 613 à Metz.
- Sigebert II en 613.
- Clotaire II en 628 à Paris dans l'abbaye de Saint-Germain-des-Prés.
- Caribert II en 632 à Blaye dans la basilique Saint-Romain.
- Chilpéric en 632 à Blaye dans la basilique Saint-Romain.
- Sigebert III en 656 à Metz dans l'église Saint-Martin.
- Childebert l'adopté (dynastie Pippinide, futur Carolingien) en 661.
- Clotaire III en 673 à Chelles (la plaque de marbre scellant l'ossuaire installé sous la Restauration dans la basilique Saint-Denis mentionne ce roi).
- Childéric II en 675 à Paris dans l'abbaye de Saint-Germain-des-Prés.
- Clovis III en 676.
- Dagobert II en 679 à Stenay, dans l'église Saint-Dagobert.
- Clovis IV en 694/695.
- Childebert III en 711 à Choisy-au-Bac dans l'église Saint-Étienne.
- Dagobert III en 715.
- Clotaire IV en 719/720.
- Chilpéric II en 721 à Noyon.
- Thierry IV en 737.
- Childéric III en 751 à l'abbaye Saint-Bertin de Sithiu (Saint-Omer).
- Thierry, exilé à l'abbaye de Saint-Wandrille de Fontenelle.

## Carolingiens
- Carloman Ier, frère de Charlemagne, inhumé en 771 en l'église abbatiale de Saint-Remi de Reims.
- Charles Ier, dit le Grand ou Charlemagne, inhumé en 814 à Aix-la-Chapelle.
- Louis Ier, dit le Pieux, inhumé en 840 à l'abbaye de Saint Arnould de Metz.
- Charles II, dit le Chauve, inhumé en 877 à l'abbaye bénédictine Saint-Pierre de Nantua. En 884 ses ossements furent ramenés à Saint-Denis.
- Louis II, dit le Bègue, inhumé en 879 à l'abbaye Saint-Corneille de Compiègne
- Charles III, dit le Gros, inhumé en 887 au monastère de Reichenau situé sur une île du lac de Constance.
- Charles III, dit le Simple, inhumé en 929 dans la collégiale Saint-Fursy de Péronne.
- Louis dit d'Outremer inhumé en 954 dans l’église abbatiale de Saint-Remi de Reims.
- Lothaire de France inhumé en 986 dans l'église abbatiale de Saint-Remi de Reims.
- Louis V de France inhumé en 987 à l'abbaye Saint-Corneille de Compiègne.

## Capétiens

### Capétiens direct
- Philippe Ier est inhumé en 1108 au monastère de Saint-Benoît-sur-Loire.
- Louis VII inhumé en 1180 à l’abbaye royale Saint-Port de Barbeau proche de Fontainebleau. En 1817, Louis XVIII fit transférer les restes de Louis VII à Saint-Denis

### Valois
- Louis XI, à  la basilique Notre-Dame de Cléry, près d'Orléans.

### Bourbon
- Charles X est inhumé en 1836 au monastère de Kostanjevica.

### Orléans
- Louis-Philippe Ier est inhumé en 1850 à Weybridge avant que ses cendres ne soient ramenées en 1876 à la chapelle royale de Dreux.

## Bonapartes
- Napoléon Ier mort à Sainte-Hélène en 1821, y fut inhumé avant que ses cendres ne soient ramenées à Paris en 1840 et inhumées sous le dôme des Invalides.
- Napoléon II mort à Vienne en 1832, y fut inhumé avant que ses cendres ne soient ramenées à Paris en 1940 par Hitler et inhumées sous le dôme des Invalides.
- Napoléon III, mort en exil en Angleterre à Chislehurst en 1873 fut inhumé dans l'église catholique de cette commune avant d'être réinhumé en 1881 dans l'abbaye de Saint-Michel, fondée par sa veuve, l'impératrice Eugénie, à Farnborough. La question du rapatriement de sa dépouille est ponctuellement posée depuis la fin du XXe siècle.

## Épouses de souverains français
- Ingeburge de Danemark, épouse de Philippe II Auguste, malgré son souhait d'y être inhumée Saint Louis le lui refusa.
- Françoise d'Aubigné, marquise de Maintenon, seconde épouse de Louis XIV, est inhumée dans la chapelle de l'ancienne École spéciale militaire de Saint-Cyr (actuel Lycée militaire de Saint-Cyr).
- Joséphine Tascher de La Pagerie est inhumée dans l'église Saint-Pierre-Saint-Paul à Rueil-Malmaison.
- Marie-Louise d'Autriche est inhumée dans la crypte de l'église des Capucins à Vienne.
- Eugénie de Montijo est inhumée dans l'abbaye Saint-Michel à Farnborough.
- Marie-Amélie de Bourbon-Siciles est inhumée à la chapelle royale de Dreux.